# 阮春智
達斯汀·阮（英語：Dustin Nguyen，1962年9月17日—），原名「越南语：／?」，美國越南裔男演員、導演、作家、武師，因在出演電視劇《龍虎少年隊》中「伊木」一角及《V.I.P.》而廣為人知。

## 演出作品
- 《龍虎少年隊》
- 《V.I.P.》
- 《天與地》